# Săedinenie
Săedinenie  (în bulgară Съединение) este un oraș în partea de sud a Bulgariei, în Regiunea Plovdiv. Este reședința comunei Săedinenie. La recensământul din 2011 avea o populație de 5.661 locuitori.

## Demografie
Componența etnică a orașului Săedinenie
     Bulgari (81,45%)
     Romi (7,15%)
     Nicio identificare (11,39%)
     Altele (0,26%)
La recensământul din 2011, populația orașului Săedinenie era de 5.661 locuitori. Din punct de vedere etnic, majoritatea locuitorilor (81,45%) erau bulgari, cu o minoritate de romi (7,15%). Pentru 11,39% din locuitori nu este cunoscută apartenența etnică.